# Бубб'яно
Бубб'яно (італ. Bubbiano) — муніципалітет в Італії, у регіоні Ломбардія, метрополійне місто Мілан.
Бубб'яно розташований на відстані близько 480 км на північний захід від Рима, 20 км на південний захід від Мілана.
Населення — 2270 осіб (2012).

## Демографія
Населення за роками:

Станом на 1 січня 2023 року в муніципалітеті офіційно проживало 169 іноземців з 33 країн, серед них 57 громадян країн Євросоюзу та 7 громадян України.

## Сусідні муніципалітети
- Кальвіньяско
- Казорате-Примо
- Моримондо
- Розате